# Max hypnotisé
Max hypnotisé è un cortometraggio del 1910 diretto da Lucien Nonguet.

## Trama
Julie e Baptiste, sono la domestica e il cameriere di Max. I due servi di Max, apprendono che il loro datore di lavoro sta per sposarsi con una ragazza. Sconvolti di questo, Julie e Baptiste decidono di ostacolare il fidanzamento ipnotizzandolo. Decidono così di fare alcune prove su Max; prima lo trasformano in una cameriera e poi in un maggiordomo. Ma mentre Max ed i genitori della ragazza stanno per concludere la transazione matrimoniale, Max viene trasformato in un cane.